# Airplanes (노래)
Airplanes는 미국의 힙합 가수 B.o.B의 노래이다. 이 노래는 B.o.B Presents: The Adventures of Bobby Ray에 수록되어 있다. 피쳐링에는 록 그룹 파라모어의 보컬인 헤일리 윌리엄스가 참여했으며, 'Airplanes, Part II'에서는 에미넴이 참여하였다. 빌보드 핫 100 최고 순위는 2위였다.

## 인증
| 국가                                                                                         | 인증        | 판매량/출하량 |
| -------------------------------------------------------------------------------------------- | ----------- | ------------- |
| 오스트레일리아 (ARIA)                                                                        | 4× 플래티넘 | 280,000^      |
| 오스트리아 (IFPI 오스트리아)                                                                 | 골드        | 15,000*       |
| 캐나다 (뮤직 캐나다)                                                                         | 3× 플래티넘 | 240,000*      |
| 덴마크 (IFPI Danmark)                                                                        | 플래티넘    | 90,000        |
| 독일 (BVMI)                                                                                  | 골드        | 150,000^      |
| 이탈리아 (FIMI)                                                                              | 골드        | 15,000*       |
| 뉴질랜드 (RMNZ)                                                                              | 플래티넘    | 15,000*       |
| 영국 (BPI)                                                                                   | 2× 플래티넘 | 1,200,000     |
| 미국 (RIAA)                                                                                  | 6× 플래티넘 | 6,000,000     |
| *판매량을 기반으로 한 인증 · ^출하량을 기반으로 한 인증 · 판매량+스트리밍을 기반으로 한 인증 |             |               |